# Aserbaidschanischer Fußballpokal 2010/11
Der Aserbaidschanischer Fußballpokal 2010/11 war die 19. Austragung des Pokalwettbewerbs im Fußball in Aserbaidschan. Pokalsieger wurde Vorjahresfinalist FK Xəzər Lənkəran. Das Team setzte sich im Finale gegen İnter Baku im Elfmeterschießen durch. Xəzər qualifizierte sich dadurch für die 2. Qualifikationsrunde der UEFA Europa League 2011/12.

## Modus
In der 1. Runde, im Achtelfinale und Finale wurden die Begegnungen in einem Spiel entschieden. Bei unentschiedenem Ausgang wurde das Spiel verlängert und gegebenenfalls durch Elfmeterschießen entschieden.
Im Viertel- und Halbfinale wurden die Sieger in Hin- und Rückspiel ermittelt. Bei Torgleichstand in beiden Spielen zählte zunächst die größere Zahl der auswärts erzielten Tore; gab es auch hierbei einen Gleichstand, wurde das Rückspiel verlängert und ggf. ein Elfmeterschießen zur Entscheidung ausgetragen. 

## Teilnehmer
| Premyer Liqası (12)                                                                 | Premyer Liqası (12)                                                                                          | Birinci Divizionu (10)                                                            | Birinci Divizionu (10)                                                    |
| ----------------------------------------------------------------------------------- | --- | --------------------------------------------------------------------------------- | ------------------------------------------------------------------------- |
| - AZAL PFK Baku - FK Baku - İnter Baku - MOİK Baku PFK - FK Gəncə - FK Muğan Salyan | - Neftçi Baku PFK - FK Qarabağ Ağdam - FK Qəbələ - PFK Simurq Zaqatala - PFK Turan Tovuz - FK Xəzər Lənkəran | - Abşeron FK - MTK Araz İmişli - Bakılı Baku PFK - FK Karvan Yevlax - FK Neftçala | - Neftçi İSM Baku - Rəvan Baku FK - FK Şəmkir - FK Şahdağ-Samur - FK Şuşa |

## 1. Runde
In dieser Runde nahmen die zwei Aufsteiger in die erste Liga und zehn Zweitligisten teil.
| Datum      |                       | Ergebnis              |                      |
| ---------- | --------------------- | --------------------- | -------------------- |
| 26.10.2010 | FK Şahdağ-Samur (II)  | 0:3                   | FK Gəncə (I)         |
| 26.10.2010 | Bakılı Baku PFK (II)  | 0:1                   | Neftçi İSM Baku (II) |
| 26.10.2010 | Abşeron FK (II)       | 4:0                   | MOİK Baku PFK (I)    |
| 26.10.2010 | FK Neftçala (II)      | 0:2                   | FK Şuşa (II)         |
| 26.10.2010 | FK Şəmkir (II)        | 1:3                   | Rəvan Baku FK (II)   |
| 26.10.2010 | FK Karvan Yevlax (II) | 1:1 n. V. (3:4 i. E.) | MTK Araz İmişli (II) |

## Achtelfinale
Teilnehmer: Die sechs Sieger der 1. Runde und die zehn Erstligisten, die in der Saison 2009/10 die ersten zehn Plätze belegten.
| Datum      |                         | Ergebnis              |                      |
| ---------- | ----------------------- | --------------------- | -------------------- |
| 07.12.2010 | FK Qarabağ Ağdam (I)    | 0:0 n. V. (3:4 i. E.) | PFK Turan Tovuz (I)  |
| 08.12.2010 | FK Gəncə (I)            | 1:3                   | Neftçi Baku PFK (I)  |
| 08.12.2010 | FK Xəzər Lənkəran (I)   | 3:1                   | MTK Araz İmişli (II) |
| 08.12.2010 | FK Qəbələ (I)           | 2:0                   | Neftçi İSM Baku (II) |
| 08.12.2010 | FK Şuşa (II)            | 1:4                   | İnter Baku (I)       |
| 08.12.2010 | Rəvan Baku FK (II)      | 1:2                   | AZAL PFK Baku (I)    |
| 08.12.2010 | FK Baku (I)             | 1:1 n. V. (5:3 i. E.) | FK Muğan Salyan (I)  |
| 08.12.2010 | PFK Simurq Zaqatala (I) | 1:1 n. V. (1:4 i. E.) | Abşeron FK (II)      |

## Viertelfinale
| Datum             |                     | Gesamt |                       | Hinspiel | Rückspiel |
| ----------------- | ------------------- | ------ | --------------------- | -------- | --------- |
| 02.03./09.03.2011 | AZAL PFK Baku (I)   | 3:1    | PFK Turan Tovuz (I)   | 2:0      | 1:1       |
| 03.03./08.03.2011 | Neftçi Baku PFK (I) | 4:5    | FK Xəzər Lənkəran (I) | 3:4      | 1:1       |
| 03.03./08.03.2011 | FK Qəbələ (I)       | 0:1    | FK Baku (I)           | 0:0      | 0:1       |
| 03.03./08.03.2011 | Abşeron FK (II)     | 0:1    | İnter Baku (I)        | 0:1      | 0:0       |

## Halbfinale
| Datum             |                   | Gesamt    |                   | Hinspiel | Rückspiel |
| ----------------- | ----------------- | --------- | ----------------- | -------- | --------- |
| 27.04./04.05.2011 | FK Xəzər Lənkəran | (a)2:2(a) | FK Baku           | 1:0      | 1:2       |
| 27.04./04.05.2011 | İnter Baku (I)    | 1:0       | AZAL PFK Baku (I) | 0:0      | 1:0       |

## Finale
| Paarung           | İnter Baku – FK Xəzər Lənkəran |
| Ergebnis          | 1:1 n. V. (0:0, 0:0); 2:4 i. E. |
| Datum             | 24. Mai 2011 |
| Stadion           | Tofiq-Bəhramov-Stadion, Baku |
| Zuschauer         | 10.000 |
| Schiedsrichter    | Fariz Yusifov |
| Tore              | 0:1 Winston Parks (91.) 1:1 Girts Karlsons (100.) Elfmeterschießen: 0:1 1:1 über’s Tor gehalten 1:2 2:2 2:3 gehalten 2:4 |
| İnter Baku        | Giorgi Lomaia – Valeri Abramidse, Dmitri Kruglov, Wladimir Lewin, Arif Daşdəmirov – Bronislav Červenka, Oleksandr Tschertohanow (81. Kachaber Mzhawanadse), Filip Despotovski (94. Girts Karlsons), Dawit Odikadse – Rövşən Əmiraslanov (71. Asif Məmmədov), Robertas Poškus Cheftrainer: Kachaber Zchadadse ( Georgien) |
| FK Xəzər Lənkəran | Kamran Ağayev – Adrian Scarlatache, Andrei Mureșan, Elnur Allahverdiyev, Nicolae Mușat – Adrian Piţ, Rahid Əmirquliyev, Diego Souza (106. Hristu Chiacu), Julius Wobay (105. Cătălin Doman) – Emeka Opara (117. Elnur Abdullayev), Winston Parks Cheftrainer: Mircea Rednic ( Rumänien)                                  |
| Gelbe Karten      | Oleksandr Tschertohanow, Robertas Poškus, Filip Despotovski – Winston Parks, Adrian Scarlatache |